# Allerums landskommun
Allerums landskommun var en tidigare kommun i dåvarande Malmöhus län.

## Administrativ historik
Kommunen bildades i Allerums socken i Luggude härad i Skåne när 1862 års kommunalförordningar trädde i kraft. 
Vid kommunreformen 1952 uppgick kommunen i Ödåkra landskommun som 1971 uppgick i Helsingborgs kommun.

## Politik

### Mandatfördelning i Allerums landskommun 1922–1946
| 25 |

| 25 |

| 7 | 18 |

| 25 |

| 9 | 16 |

| 25 |

| 9 | 16 |

| 25 |

| 11 | 6 | 8 |

| 25 |

| 11 | 14 |

| 25 |

| 11 | 14 |

| 25 |